# Władysław Jasiński (żołnierz AK)
Władysław Jasiński ps. „Grab” (ur. 2 listopada 1897 w Nabrożu, zm. 2 listopada 1953 w Garwolinie) – starszy sierżant Wojska Polskiego, chorąży Armii Krajowej, komendant Zrzeszenia Wolność i Niezawisłość

## Życiorys
Władysław Jasiński, syn Jana i Anny z Ostaszów, przyszedł na świat 2 listopada 1897 r. w Nabrożu (w powiecie tomaszowskim). W rodzinnej wsi skończył sześcioklasową szkołę, by później kontynuować naukę w Białej Podlaskiej.
W czasie I wojny światowej zaprzysiężony 1 maja 1917 r. wstąpił do Polskiej Organizacji Wojskowej Obwód Tomaszów Lubelski, placówka Łaszczów. Kilka miesięcy później, w połowie października 1917 r. został aresztowany. Do 20 grudnia 1917 r. przebywał w więzieniu w Tomaszowie Lubelskim.
1 listopada 1918 r. zgłosił się na ochotnika do Wojska Polskiego, gdzie służył w 35 pp i brał udział w walkach z bolszewikami w latach 1919–1920. Walczył na froncie galicyjskim, na Wołyniu, brał udział w walkach podczas wyprawy kijowskiej, uczestniczył w ofensywie w sierpniu 1920 r. W tym okresie dowodził sekcją, drużyną i plutonem piechoty.
1 marca 1920 r. ukończył Obóz Szkół Podoficerskich w Komorowie. Dwa lata później został mianowany podoficerem zawodowym w 35. Pułku Piechoty. W 1927 r. ukończył 6-miesięczny kurs dla podoficerów zawodowych. 23 stycznia 1931 r. został przeniesiony służbowo do 34 Pułku Piechoty na stanowisko szefa kompanii piechoty.  
We wrześniu 1939 r. walczył z Niemcami w 34. pp na Pomorzu. Pełnił służbę jako szef 6. kompanii w II batalionie. Był dwukrotnie ranny oraz kontuzjowany. Po rozbiciu pułku ukrywał się w Borach Tucholskich. 8 października dostał się do niewoli niemieckiej w rejonie Laskowic na Pomorzu. Był więziony w Świeciu, skąd został zwolniony w grudniu 1939 r.
Zwolniony 14 grudnia wrócił do Białej Podlaskiej nawiązał kontakt z kolegami z pułku. W styczniu 1940 r. wstąpił do SZP. W 1941 r. objął stanowisko kwatermistrza oddziału specjalnego ZWZ-Związku Odwetu (ZO), podlegającego komendzie Inspektoratu Rejonowego ZWZ-AK „Radzyn”. W maju 1943 r. został wyznaczony na stanowisko zastępcy komendanta rejonu VII (m. Biała Podlaska) Obwodu AK Biała Podlaska. Równocześnie był instruktorem w konspiracyjnej Szkole Podchorążych i Podoficerów AK w Małaszewiczach. W październiku 1943 r. został przeniesiony do rejonu VII Obwodu AK Biała Podlaska, w którym był zastępcą komendanta i szefem Szkoły Podoficerskiej AK w Romanowie. W szkole tej byt także wykładowcą i instruktorem.
Podczas akcji „Burza” był dowódcą 9. kompanii 34. pp AK. Po wejściu Armii Czerwonej i rozbrojeniu oraz rozwiązaniu w sierpniu 1944 r. 34. pp AK uniknął internowania przez NKWD pozostając w konspiracji antykomunistycznej.Od września 1944 r. ponownie w konspiracji jako komendant IV Rejonu Obwód Biała Podlaska Ruchu Oporu Armii Krajowej, od maja 1945 roku Delegatury Sił Zbrojnych na Kraj. Od września 1945 r. był członkiem Zrzeszenia Wolność i Niezawisłość, pełniąc funkcję komendanta Podobwodu „Bug” Obwód Biała Podlaska Okręg Lublin. W skład podobwodu wchodziły rejony: III (Janów Podlaski), IV (Terespol) i V (Piszczac). Jego podwładni ujawnili się w marcu 1947 r. w Piszczacu. Jasiński pozostał w konspiracji.
W kwietniu 1947 r., w związku z ogłoszoną amnestią, ujawnił się w Białej Podlaskiej. Nie dowierzając zapewnieniom władz bezpieczeństwa, nadal ukrywał się na terenie Białej Podlaskiej i w okolicach Garwolina. Pod fałszywym nazwiskiem „Wandor” przebywał w miejscowości Irena pod Dęblinem. Pracował jako księgowy.
Zmarł na zapalenie opon mózgowych 2 listopada 1953 r. w szpitalu powiatowym w Garwolinie. Został pochowany na koszt szpitala pod fałszywym nazwiskiem „Jan Wandor”. Urząd Bezpieczeństwa przez 10 dni przetrzymywał zwłoki Jasińskiego w kostnicy, licząc na złapanie kogoś z podziemia. W dniu śmierci cała jego rodzina siedziała w więzieniach. Jego niepełnoletni wówczas syn Zbigniew Jasiński za kierowanie organizacją niepodległościową w 1953 r. został skazany na 6 lat więzienia.
Jego doczesne szczątki zostały ekshumowane i uroczyście pochowane we wrześniu 1995 r. w rodzinnym grobowcu na cmentarzu rzymskokatolickim przy ul. Janowskiej w Białej Podlaskiej. Grób znajduje się przy kwaterze poległych w 1920 r.

## Odznaczenia
Porucznik Jasiński był trzykrotnie odznaczony Krzyżem Walecznych, Brązowym i Srebrnym Krzyżem Zasługi z Mieczami, Medalem Niepodległości, Krzyżem Ochotniczym i Medalem Dziesięciolecia Odzyskanej Niepodległości.  

## Życie prywatne
W 1927 roku założył rodzinę. Ożenił się z Genowefą Czerską. Trzy lata później w wojskowym szpitalu w Twierdzy Brzeskiej na świat przyszło ich pierwsze dziecko, córka Halina Jasińska. Kiedy rodzina wróciła do Białej Podlaskiej, na kupionej działce przy ul. Koszarowej 25 (dziś ul. Akademicka) Jasiński wybudował dom. Jeszcze przed wybuchem drugiej wojny światowej, w 1935 r. urodził się jego syn, Zbigniew Jasiński.

## Upamiętnienie
Fundacja Grzegorza Biereckiego „Kocham Podlasie” oraz Stowarzyszenie kulturalno-oświatowe „LOKALNI PL” z siedzibą w Piszczacu ufundowały mural poświęcony Żołnierzom Wyklętym – Józefowi Bieleckiemu ps. „Kulik”, Stanisławowi Sierocie ps. „Śmiały” i Władysławowi Jasińskiemu ps. „Grab”. Całe wydarzenie objęte było honorowym patronatem senatora RP Grzegorza Biereckiego.